# سارة كالهون
سارة كالهون (بالإنجليزية: Sarah Calhoun)‏ هي مصممة أزياء أمريكية، ولدت في 13 مارس 1979.